# Franz Josef Hausmann
Franz Josef Hausmann (* 13. April 1943 in Prüm) ist ein deutscher Romanist, Sprachwissenschaftler und Wörterbuchforscher.

## Leben und Karriere
Hausmann studierte von 1964 bis 1969 Französisch und Geschichte an den Universitäten Saarbrücken und Lille. Er promovierte 1972 in Saarbrücken und habilitierte sich 1978 in Tübingen, beides als Schüler von Hans Helmut Christmann, dessen Assistent er von 1969 bis 1979 an den Universitäten Saarbrücken und Tübingen war. Von 1979 bis 1980 vertrat er den Lehrstuhl von Christian Rohrer an der Universität Stuttgart. In den Jahren 1980 bis 1981 genoss er ein Heisenberg-Stipendium. Von 1981 bis 2008 hatte er an der Universität Erlangen-Nürnberg den Lehrstuhl für angewandte Sprachwissenschaft inne, auf dem er vornehmlich in der Französistik und der Metalexikografie forschte. In demselben Zeitraum war er ständiger Geschäftsführender Vorstand des Sprachenzentrums. Von 1996 bis 1998 war er Dekan der Philosophischen Fakultät II. Seit seiner Pensionierung am 1. Oktober 2008 lebt er in Frankreich.
Der Europa-Studiengang European Master in Lexicography gab dem Jahrgang 2012–2014 den Namen „Hausmann“.

## Publikationen (Auswahl)
- (Hrsg.) Collocations in European lexicography and dictionary research. Lexicographica 24. Tübingen 2008
- Collocations, phraséologie, lexicographie. Aachen 2007
- Der undurchsichtige Wortschatz des Französischen. Aachen 2005
- (Hrsg. mit anderen) Lingua et traditio. Geschichte der Sprachwissenschaft und der neueren Philologien. Festschrift für Hans Helmut Christmann zum 65. Geburtstag. Tübingen 1994
- (Hrsg. zus. mit Oskar Reichmann, Herbert Ernst Wiegand und Ladislav Zgusta) Wörterbücher. Dictionaries. Dictionnaires. Ein internationales Handbuch zur Lexikographie (= Handbücher zur Sprach- und Kommunikationswissenschaft, 5). Berlin. New York 1989, 1990, 1991
- (mit Ludwig Söll) Gesprochenes und geschriebenes Französisch. 3. überarb. Aufl. Berlin 1985
- Louis Meigret. Humaniste et linguiste. Tübingen 1980
- (Hrsg.) Louis Meigret: Le Traité de la grammaire française (1550). Le Menteur de Lucien: Aux lecteurs (1548). Tübingen 1980
- Einführung in die Benutzung der neufranzösischen Wörterbücher. Tübingen 1977
- Linguistik und Fremdsprachenunterricht 1964–1977. Ausführlich kommentierte Bibliographie für Schule und Hochschule (mit besonderer Berücksichtigung des Französischen). Mit einer Einleitung von Hans Helmut Christmann. Tübingen 1977 (1. Auflage 1975)
- Studien zu einer Linguistik des Wortspiels. Tübingen 1974

### Aufsätze (Auswahl)
- „Was ist und was soll ein Lernwörterbuch? Dictionnaire du français contemporain verglichen mit dem Petit Robert“, Zeitschrift für französische Sprache und Literatur 84 (1974), S. 97–129.
- „Gesprochenes und geschriebenes Französisch“, Romanistisches Jahrbuch 26 (1975), S. 19–45.
- „Strukturelle Wortschatzbetrachtung vor Saussure“, Romanische Forschungen 88 (1976), S. 331–354.
- „Splendeurs et misères du Trésor de la langue française“, Zeitschrift für französische Sprache und Literatur 87 (1977) S. 212–231.
- „Le Dictionnaire de Condillac“, Le Français Moderne 46 (1978), S. 226–249.
- „Un dictionnaire des collocations est-il possible?“, Travaux de linguistique et de littérature 17 (1979), H. 1, S. 187–195.
- „Wie alt ist das gesprochene Französisch? Dargestellt speziell am Übergang von j'allons zu on y va“, Romanische Forschungen 91 (1979), S. 431–444.
- „Eine vergessene Berühmtheit des 18. Jhs.: Der Graf Caylus, Gelehrter und Literat“, Deutsche Vierteljahresschrift für Literaturwissenschaft und Geistesgeschichte 53 (1979), S. 191–209.
- „Abel Mathieu et ses Devis de la langue francoyse (1559, 1560, 1572)“, in: Logos semantikos. Studia linguistica in honorem Eugenio Coseriu 1921-1981. Vol. I. Berlin, New York, Madrid 1981, S. 329–338.
- „Gesprochene Sprache im Trésor de la langue française“, Zeitschrift für französische Sprache und Literatur 92 (1982), S. 220–232.
- „Autour du TLFQ (Trésor de la langue française au Québec), Réflexions sur un nouveau dictionnaire régional“, Vox Romanica 41, 1982, S. 181–201.
- „Was taugen die Wörterbücher des heutigen Deutsch?“ in: Wortschatz und Verständigungsprobleme. Was sind „schwere Wörter“ im Deutschen? Jahrbuch 1982 des Instituts für deutsche Sprache, hrsg. v. H. Henne und W. Mentrup, Düsseldorf: Schwann 1983, S. 195–219.
- „Wider den Trend in der etymologischen Forschung. Zwei neue Bücher von Harri Meier“, Göttingische Gelehrte Anzeigen 235, 1983, S. 103–116.
- „Wörterbücher in Frankreich und Deutschland. Ein Vergleich“, Germanistische Linguistik 1–4/82 [1983], S. 119–152.
- „Das erste französisch-deutsche Wörterbuch. Levinus Hulsius' Dictionaire von 1596-1607“, Zeitschrift für romanische Philologie 100, 1984, S. 306–320.
- „Wortschatzlernen ist Kollokationslernen. Zum Lehren und Lernen französischer Wortverbindungen“, Praxis des neusprachlichen Unterrichts 31 (1984) S. 395–406.
- „Lexikographie“, in: Handbuch der Lexikologie, hrsg. v. Chr. Schwarze u. D. Wunderlich, Frankfurt 1985, S. 367–411.
- „Die Vokabularisierung des Lehrbuchs oder: die Wortschatzwende. Präsentation und Vermittlung von Wortschatz in Lehrwerken für den Französischunterricht“, in: Die Neueren Sprachen 86 (1987), S. 426–445.
- „Grundprobleme des zweisprachigen Wörterbuchs“, in: K. Hyldgaard-Jensen/A. Zettersten (Hrsg.), Symposium on Lexicography III. Tübingen 1988, S. 137–154.
- „Le TLF, prix d'excellence? La place du Trésor de la langue française dans la lexicographie internationale“, in: Zeitschrift für französische Sprache und Literatur 98 (1988) S. 113–124.
- „Altsprachliche Lexikographie im Zeitalter des Barock. Die Wörterbücher des Benjamin Hederich (1675-1748)“, in: Benjamin Hederichs lateinisch-deutsche, deutsch-lateinische und griechisch-lateinische, lateinisch-griechische Wörterbücher auf 66 Mikrofiches. Harald Fischer, Erlangen 1988, S. 1–40.
- „Les dictionnaires bilingues (et multilingues) en Europe au XVIIIe siècle. Acquis et suggestions de recherche“, in: Travaux de linguistique et de philologie 26 (1988), S. 11–32.
- „Kleine Weltgeschichte der Metalexikographie“, in: Wörterbücher in der Diskussion. Vorträge aus dem Heidelberger Lexikographischen Kolloquium. Tübingen 1989, S. 75–109.
- „Im Tunnel ist es immer dunkel. Fremdsprachenunterricht und Wörterbuch“, in: Fremdsprachenunterricht zwischen Sprachenpolitik und Praxis. Festschrift für Herbert Christ zum 60. Geburtstag. Tübingen 1989, S. 152–160.
- „Die Eigenständigkeit der Sprechsprache — Am Beispiel des Französischen“. In: Gesprochene Fremdsprache. Beschreibung – Vermittlung – Bewertung. Hrsg. von A. Addison und K. Vogel. Bochum 1989, S. 37–55.
- „La définition est-elle utile? Regard sur les dictionnaires allemands, anglais et français“, in: Jacques Chaurand und Francine Mazière (Hrsg.): La définition. Paris 1990, S. 225–235.
- „L'âge du français parlé: bilan d'une controverse allemande“, in: Grammaire des fautes et français non conventionnels. Paris 1992, S. 355–362.
- „Prendre le TLF en défaut“. In: Zeitschrift für französische Sprache und Literatur 102 (1992), S. 225–236.
- „Ist der deutsche Wortschatz lernbar? Oder: Wortschatz ist Chaos“. In: Info DaF 20 (1993), S. 471–485.
- „Typologie du dictionnaire général bilingue“. In: Portugiesische und portugiesisch-deutsche Lexikographie. Hrsg. v. Udo L. Figge, Tübingen 1994, S. 11–33.
- „Le souhaitable et le possible. La microstructure du TLF“. Le Français Moderne 62 (1994), S. 141–153.
- „Le traducteur et la linguistique“. In: La Palabra vertida. Investigaciones en torno a la traducción. Hrsg. Von M.A. Vega und R. Martin-Gaitero. Madrid 1997, S. 25–35.
- „Tout est idiomatique dans les langues“. In: La locution entre langue et usages. Textes réunis par Michel Martins-Baltar. Fontenay/Saint-Cloud: ENS Editions 1997, S. 277–290.
- „La langue de la presse“. In: Histoire de la langue française 1945-2000. Hrsg. von Gérald Antoine und Bernard Cerquiglini. Paris: CNRS Editions 2000, S. 199–210.
- "Kleine Lehre des imparfait". In: Fremdsprachen Lehren und Lernen 30 (2001) S. 215–229.
- "La transparence et l’obstacle. Essai de chrestolexicographie". In: Etudes de linguistique appliquée 128 (2002), S. 447–454.
- „Beaucoup de splendeurs, peu de misères: bilan sur les dictionnaires Le Robert“. In: Les dictionnaires Le Robert. Genèse et évolution, hrsg. von Monique C. Cormier et al. Montréal: Les Presses de l’Université de Montréal 2003, S. 246–262.
- „Was sind eigentlich Kollokationen?“ In: Wortverbindungen – mehr oder weniger fest, hrsg. von Kathrin Steyer. Berlin: de Gruyter 2004, S. 309–334.
- "Isotopie, scénario, collocation et exemple lexicographique". In: L’exemple lexicographique dans les dictionnaires français contemporains. Actes des Premières Journées allemandes des dictionnaires (Klingenberg am Main, 25-27 juin 2004). Hrsg. von Michaela Heinz. Tübingen: Niemeyer 2005 (Lexicographica Series Maior 128), S. 283–292.